# Formule de Boucherot

Transformateur monophasé idéal

La formule de Boucherot établit un lien entre la tension sinusoïdale aux bornes d'un enroulement bobiné autour d'un circuit magnétique et le champ magnétique au sein de ce circuit. Elle est souvent utilisée pour déterminer l'amplitude du champ magnétique présent dans le circuit magnétique d'un transformateur.
{\displaystyle V_{i}=4,44\times N_{i}SfB_{\text{max}},}
où 
- {\displaystyle V\,} est l'expression de la tension efficace aux bornes d'un enroulement.
- {\displaystyle B\,} représente l'amplitude du champ magnétique variable.
- {\displaystyle S\,} étant la section du circuit magnétique autour duquel l'enroulement est bobiné en m².
- {\displaystyle N\,} étant le nombre de spire de l'enroulement.
- {\displaystyle f\,}  étant la fréquence de la tension appliquée à l'enroulement.
- 4.44 étant un coefficient proportionnel dont la valeur exacte est {\displaystyle {\frac {2\pi }{\sqrt {2}}}}  .

Remarque importante : cette relation n'est utilisable qu'en régime sinusoïdal de tension et dans les hypothèses de Kapp (la valeur de la résistance de l'enroulement et les flux de fuite sont négligeables). 
Cette formule vient directement de la loi de Faraday appliquée à un champ magnétique sinusoïdal.
{\displaystyle e=-V=-{\frac {\mathrm {d} \Phi }{\mathrm {d} t}}}
- {\displaystyle \Phi \,} étant le flux du champ magnétique à travers l'enroulement.
- {\displaystyle e\,} étant la tension induite aux bornes de l'enroulement.

## Intérêt pour le dimensionnement
Lorsqu'un des enroulements du transformateur est relié au réseau, ce dernier se comporte comme générateur de tension quasi idéal et impose donc la tension {\displaystyle V\,}. La formule de Boucherot permet alors de déterminer l'amplitude du champ magnétique dans le circuit magnétique et de vérifier que ce dernier n'est pas saturé. La connaissance du champ magnétique permet également de remonter au courant magnétisant qui est le courant à vide du transformateur.